# Зграда штедионице велепоседника Николе Петровића
Зграда штедионице велепоседника Николе Петровића, позната и као Зграда СДК, јесте грађевина која се налази у самом центру Старе Пазове. подигнута је 1905. године. Представља непокретно културно добро као споменик културе од великог значаја.

## Изглед
Зграда је саграђена је као једноспратна грађевина пословно-стамбене намене, постављен на регулационим линијама улица, са угаоним делом који засечен у приземном делу објекта, где се налази улаз. Изнад улаза је тространи прозор, а изнад њега купола. Хоризонтална подела наглашена је помоћу профилисаног кордонског венца, између приземља и спрата, и поткровног венца, а вертикална помоћу пиластера. Приземни део фасаде има излоге, а спратни прозоре са профилисаним оквирима, који се лучно завршавају. Декоративна обрада фасада изведена је са стилским карактеристикама сецесије, у малтерној пластици са флоралним мотивима. Лоцирана је изнад врата, у горњој зони пиластера и изнад прозора.
Организацијом простора, архитектонским обликовањем и декоративном обрадом фасада, као и положајем у односу на зграду хотела „Срем“ и Евангелистичку цркву, ова зграда представља занимљив пример грађанске архитектуре са почетка 20. века века и чини складну допуну амбијенту.
Конзерваторски радови на објекту изведени су 1981. године.